# 金秀吉 (軍人)
金 秀吉（キム・スギル、朝鮮語: 김수길、1950年1月1日 - ）は、朝鮮民主主義人民共和国の軍人、政治家。朝鮮労働党中央委員会政治家委員候補、平壌市党委員会責任書記。江原道党委員会責任書記、朝鮮労働党中央委員会政治局委員、朝鮮人民軍総政治局長、平壌市党委員会委員長などを歴任。朝鮮人民軍における軍事称号（階級）は陸軍大将。

## 経歴
2013年に張成沢の粛清に関与したとされ、金正恩の信頼が厚いとされる。
2014年に平壌市党委員会責任書記に任命された。
2016年5月に開催された朝鮮労働党第7次大会で朝鮮労働党中央委員会政治局員候補に任命された。
2017年10月30日にロシアを訪問し、ロシア共産党幹部と会談した。
2018年5月に金正覚の後任として朝鮮人民軍総政治局長に就任した。
2019年4月11日に開かれた、第14期最高人民会議第1回会議で朝鮮民主主義人民共和国国務委員会委員に選出された。同年10月14日には訪朝した中華人民共和国中央軍事委員会政治工作部の苗華主任と会談した。同年8月16日に訪中し、再び苗華主任と会談した。
2019年4月10日に開かれた、朝鮮労働党第7期第4回総会にて朝鮮労働党中央委員会政治局委員に選挙された。
2020年3月2日から始まった一連の短距離弾道ミサイル発射訓練では、朴正天軍総参謀長、金正官人民武力相とともに、視察に訪れた金正恩を出迎えた。
2021年1月11日の朝鮮労働党第8次大会6日目の会合で、朝鮮人民軍総政局長を解任されていたことが判明し、党中央委員には残ったが、党政治局委員から脱落した。
その後江原道党委員会責任書記に転じ、2021年9月9日に行われた建国73周年慶祝閲兵式では、江原道労農赤衛軍縦隊を率いて行進した。
2021年9月29日に開催された最高人民会議第14期第5回会議で朝鮮民主主義人民共和国国務委員会委員から召還された。
2022年11月の北朝鮮によるICBM発射実験などを受け、同年12月1日にアメリカ合衆国より兵器開発に関与したとして経済制裁の対象に指定され、アメリカ国内の資産が凍結されたほか、個人的な取引が禁止された。同年12月26日から開催された朝鮮労働党中央委員会第8期第6回総会拡大会議で党中央委員会政治局委員候補・平壌市党委員会責任書記に補欠選挙された。